# Christopher Eubanks
Christopher Eubanks (nació el 5 de mayo de 1996) es un jugador  de tenis estadounidense.
Eubanks hizo su debut en la ATP en un cuadro principal de sencillos en el BB&T Atlanta Open 2015, donde fue derrotado por Radek Štěpánek por 2-6, 2-6.

## Títulos ATP (1; 1+0)

### Individual (1)
| Leyenda                   |
| Grand Slam (0)            |
| ATP World Tour Finals (0) |
| ATP Masters 1000 (0)      |
| ATP World Tour 500 (0)    |
| ATP World Tour 250 (1)    |

| n.º | Fecha              | Torneo   | Superficie | Oponente en la final | Resultado |
| --- | ------------------ | -------- | ---------- | -------------------- | --------- |
| 1.  | 1 de julio de 2023 | Mallorca | Hierba     | Adrian Mannarino     | 6-1, 6-4  |

## Títulos ATP Challenger (4; 4+0)

### Individuales (4)
| N.° | Fecha      | Torneo                  | Superficie | Oponente en la final | Resultado     |
| --- | ---------- | ----------------------- | ---------- | -------------------- | ------------- |
| 1.  | 29.04.2018 | Challenger de León      | Dura       | John-Patrick Smith   | 6-4, 3-6, 7-6 |
| 2.  | 13.06.2021 | Challenger de Orlando 2 | Dura       | Nicolás Mejía        | 2-6, 7-6, 6-4 |
| 3.  | 14.11.2021 | Challenger de Knoxville | Dura (i)   | Daniel Altmaier      | 6-3, 6-4      |
| 4.  | 10.11.2024 | Challenger de Knoxville | Dura (i)   | Learner Tien         | 7-5, 7-6(9)   |